# 지지 마라 순이야
지지 마라 순이야는 한국에서 제작된 강호 감독의 1928년 영화이다. 임화 등이 주연으로 출연하였고 강호 등이 제작에 참여하였다.

## 출연

### 주연
- 임화
- 서광제
- 조경희